# Turek
Turek es una ciudad y un municipio (gmina) en el voivodato de Gran Polonia, cerca de Konin. La ciudad está situada en la margen de río Kiełbaska (afluente de río Varta). En esta ciudad se encuentran muchos monumentos, como la Iglesia del Sagrado Corazón de Jesús, la Cámara Municipal, las casas de los trabajadores de la industria textil y un monumento a Józef Piłsudski en Turek (esculpido por Józef Gosławski).